# リチウムジイソプロピルアミド
リチウムジイソプロピルアミド（lithium diisopropylamide, LDA）は強力な塩基であり、プロトンの引き抜きに用いられる。化学式 LiN(CH(CH3)2)2 で表される構造を持つ。イソプロピル基のかさ高さのため求核性が低いことを特徴とする。

## 調製
LDA を反応に用いる常法では、テトラヒドロフラン (THF) 溶液中、ジイソプロピルアミンに対して1モル当量の n-ブチルリチウム（普通はヘキサン溶液）を ドライアイス/アセトン浴 (あるいはドライアイス/メタノール浴、−78 ℃）のもとに加えた後、反応混合物を15分かけて 0 ℃まで温め、 in situ で LDA溶液を調製し、続く反応で用いる。
{\displaystyle {\ce {HN(CH(CH3)2)2\ + ^nC4H9Li -> LiN(CH(CH3)2)2\ + ^nC4H10}}}
小スケールでは -78 ℃ ほどの低温は必要ないことを示した論文もいくつか存在する。LDA溶液は市販もされているが、実験に用いる場合、調製済みの LDA 溶液を購入するよりも実験室で用時調製したほうが安くあがる。

## 反応性
n-ブチルリチウムが強い求核剤であり、ケトンなどとの反応ではプロトンの引き抜きよりも求核攻撃を優先してしまうのに対し、LDA はそのかさ高さから求核性が低いため、塩基として作用する。その共役酸のpKa は約 34 で、アルコールやカルボニル化合物など、ほとんどの酸性プロトンの引き抜きを行うことができる。
ただし時には求核剤として作用することもあり、例えばタングステンヘキサカルボニルとの反応はジイソプロピルアミノカルビンの合成に用いられる。より立体障害の大きく、求核性の低い塩基としてカリウムヘキサメチルジシラジド (KHMDS) などが知られる。

### 速度論的および熱力学的塩基
塩基としての性質は、反応が速度論的支配と熱力学的支配のどちらを受けるか、という観点から分類できる。LDA のように立体障害が大きい可溶な強塩基は最も接近しやすい位置のプロトンを引き抜く。例えばフェニルアセトンとの反応では2種類のエノラートが生成する可能性がある（フェニル基を持つ側と持たない側の α-プロトンが引き抜かれたもの）。フェニルアセトンを THF、ジエチルエーテル、ジメトキシエタンなどの溶媒中 −78 ℃ で LDA 溶液に加えると、速度論的な生成物、すなわちフェニル基を持たない側のメチル基の脱プロトン化が起こった生成物が得られる。
一方、弱い塩基（アルコキシドなど）を用いた場合、出発物質へと戻る反応の速度が十分に速いため、より熱力学的に安定なエノラート、すなわちベンジル位（フェニル基を持つ側）のプロトンが引き抜かれたものが主生成物となる。基質に対して少量の強塩基を用いた場合も弱い塩基を使った時と同様な結果が得られる。例えば水素化ナトリウムの THF またはジメチルホルムアミドけん濁液は、水素化ナトリウムがほとんど溶けていないため表面上でしか反応しない。実際の反応ではまず速度論的に安定なエノラートが生成するが、これが他の分子からさらにプロトンの引き抜きを行うので、結果として熱力学的に安定な中間体を経た生成物が得られる。

## 構造

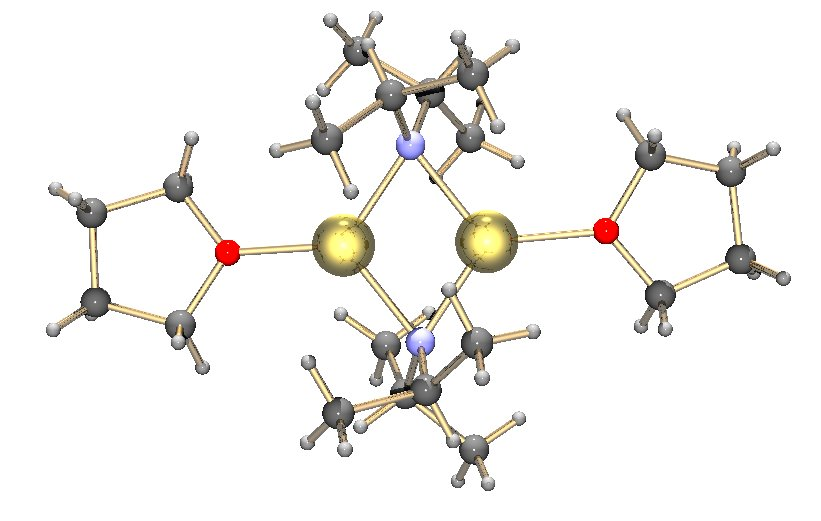
THF 溶液中の LDA ダイマー。金はリチウム原子、青は窒素原子、赤は酸素原子。リチウム上に THF 分子が配位している

LDA は構造が徹底的に検討されている化合物である。固体状態ではポリマーを、THF 溶液中では2量体を形成することが知られている。